# كتشويه (مقاطعة فسا)
كتشويه (بالفارسية: کچویه) هي قرية تقع في Jangal Rural District في إيران. يقدر عدد سكانها بـ 683 نسمة بحسب إحصاء 2016.